# Iglesia de San Nicolás de Bari (Gandía)

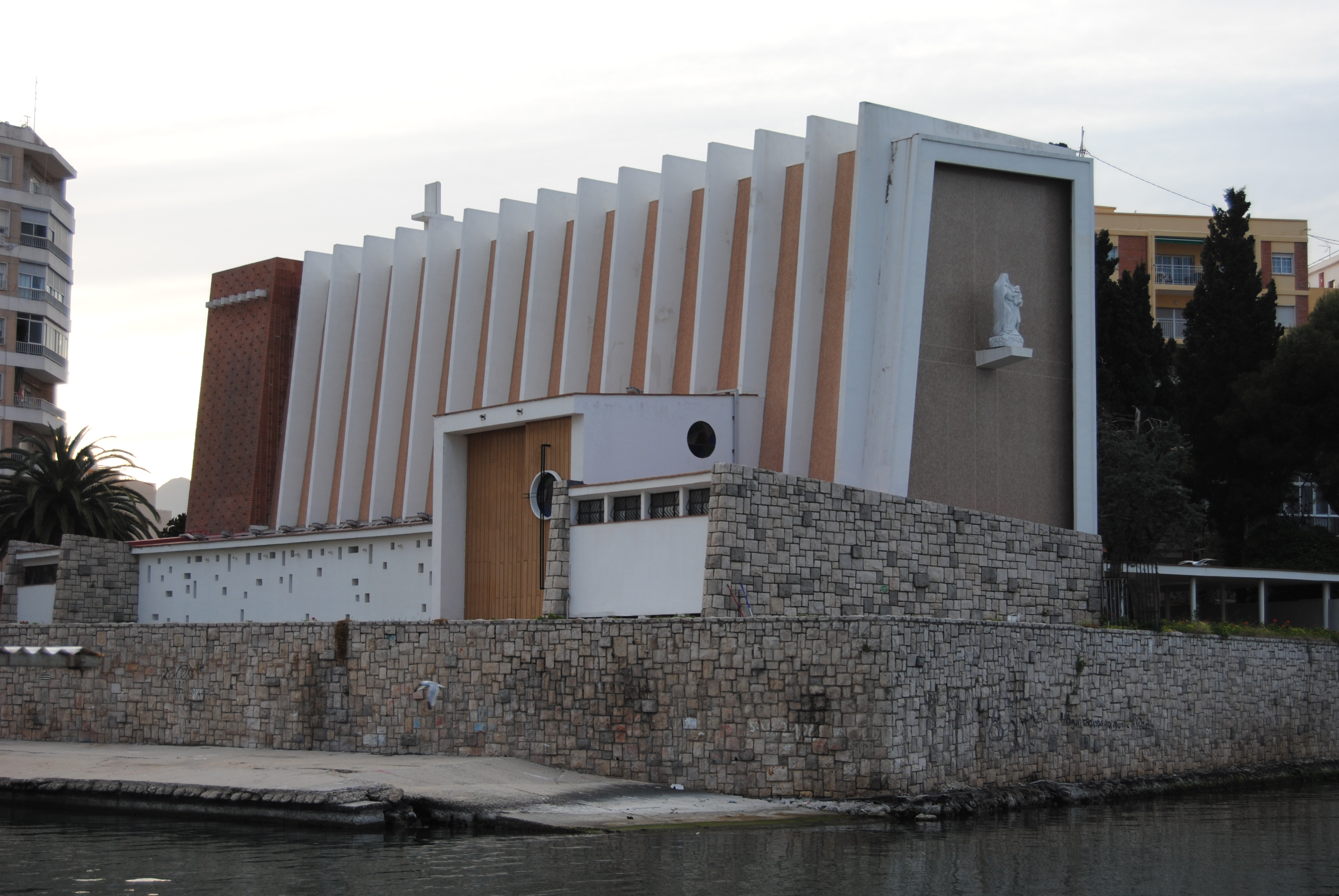
Vista de la iglesia

La iglesia de San Nicolás de Bari está situada en el Grao de Gandía en Gandía (Valencia) España. El proyecto surge por la necesidad de construir un templo en el Grao que sustituya al anteriormente destruido durante la Guerra Civil y como respuesta al creciente poblamiento de la zona en esa época. Se redacta en 1959 por los arquitectos Gonzalo Echegaray Comba y el ingeniero Eduardo Torroja Miret, construyéndose en 1962.
El solar en el que se decide la construcción constituye un saliente sobre el mar con una forma sensiblemente triangular, con dos de sus frentes junto al agua. Se sitúa, así, en una posición privilegiada que destaca en el conjunto portuario. El único frente del solar hacia tierra lo define una carretera, que sirve de delimitación con las edificaciones más próximas.
El conjunto queda conformado por el gran volumen de la nave de la iglesia y el porticado que constituye el claustro, que se sitúa junto a aquella, en el costado que encara a tierra. De esta forma la iglesia aparece como un templo exento que posee por base la superficie del mar y se erige en mascarón del conjunto que se diluye tierra adentro mediante el claustro que la conecta a la Casa Abacial.

## Descripción
El templo se concibe como una nave longitudinal situada en sentido este-oeste, con la cabecera en la más tradicional de las orientaciones: hacia el sol naciente. La planta posee una forma voluntariamente trapezoidal, que enfatiza las perspectivas hacia el presbiterio. El claustro se desarrolla al norte de la nave, con el lado de toda su longitud, si bien se adapta a la parcela deshaciendo la definición tradicional de cuatro corredores, constituyéndose con cinco, en forma de pentágono irregular.
El acceso se realiza a los pies del templo, en la confluencia de nave y claustro, mediante un porche que distribuye las circulaciones hacia ambos. Un vestíbulo  siguiente, con puertas contravientos, da acceso al interior, hacia la nave principal por un lado y, lateralmente, hacia el baptisterio.
El espacio del templo se define por la confluencia de tres elementos: dos grandes caparazones laterales, en cuya separación de sus coronaciones ofrecen una rasgadura de luz a norte, y un muro adosado por cuyo perímetro también se ilumina el interior. Unas capillas laterales a sur completan el programa, destinándose la última de ellas a albergar el Paso. Estas capillas están esparadas entre sí por muros bajos, lo que permite una mayor percepción del espacio unitario del templo, además de incrementar su aforo en caso de necesidad. La pared norte del templo se separa una cierta distancia del suelo para dar paso a la rasgadura horizontal que permite su conexión con el claustro para brindar más capacidad en verano.
Esa configuración estructural define los alzados, en un ejercicio de sinceridad formal. Cada uno de los caparazones mencionados se materializa por la seriación de los pórticos que los definen, si bien cada uno de ellos muestra pilares y vigas a exterior o a interior, respectivamente a fachadas sur y norte. Los alzados son un juego de materiales, combinando los elementos estructurales de hormigón con paños de ladrillo rojo que, en su conformación última, ofrecen una modulación con el saliente de ladrillos a modo de conchas seriadas en rombo. 
El frente marítimo sur presenta el volumen de las capillas que se presentan como un podio del templo, con frente blanco y muros de piedra que lo flanquean. En este podio sobresale la capilla del Paso, que posee una puerta que ocupa todo su frente de tratamiento marinero por la madera que la conforma y el ojo de buey que la da luz. Se diría, desde el exterior, que es éste el acceso principal de la iglesia. El claustro se conecta su cubierta a la altura del podio, lo que otorga a todo el conjunto una gran unidad.
Los materiales utilizados responden a al criterio de funcionalidad del edificio, con la lectura de los elementos que lo conforman: hormigón para la estructura, ladrillos en sus cerramientos, mampostería de piedra en muros complementarios, así como mosaicos en la decoración de paramentos y hierros en forja de verjas y cancelas, que terminan de definir el uso del templo.
En la concepción y solución estructural de la obra se lee la huella del ingeniero colaborador del proyecto Eduardo Torroja, personaje de relevancia en el panorama del hormigón estructural en España.